# Апулийский тарантул
Апули́йский тара́нтул (лат. Lycosa tarantula) — вид пауков из семейства пауков-волков (Lycosidae). Распространены в Южной Европе: Италии, Испании и Португалии. Укус вызывает у человека болезненное опухание.

## Строение и образ жизни

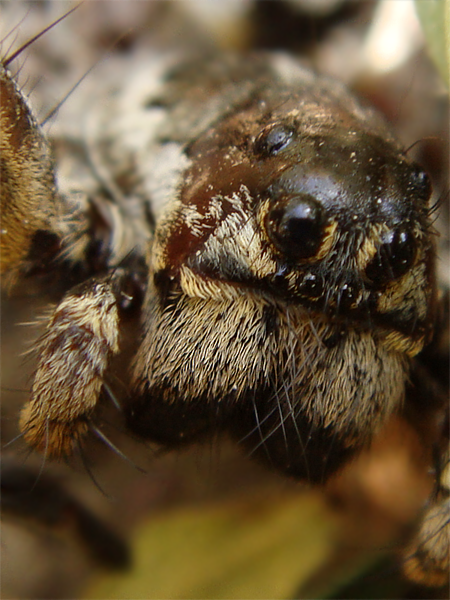
Вид апулийского тарантула спереди. Различимы глаза, основания хелицер, педипальп и I пары ног.

Тело самок достигает 27 мм в длину, самцов — 19 мм. Брюшко самок окрашено в рыжие тона с несколькими чёрными со светлой каймой поперечными и одной продольной полосами. Головогрудь тёмная со светлым кантом.
Апулийские тарантулы роют глубокие (до 60 см) норы, преимущественно, на склонах гор и обрамляют вход в них валиком из сухих листьев. Днём пауки обычно находятся в норе, лишь по ночам отправляясь на поиски добычи (в основном, насекомых). Как и многие другие пауки, они убивают жертву с помощью яда, растворяют её ткани с помощью гидролитических ферментов, после чего высасывают. Зимой апулийские тарантулы закрывают вход в норку сухими растениями, скрепляя их паутиной.

## Размножение и продолжительность жизни
Продолжительность жизни самок может достигать четырёх лет и более. Самцы живут два года и участвуют в размножении лишь однажды. Самка откладывает яйца в паутинный кокон и носит его на паутинных бородавках. Многочисленная молодь (до 300 особей из кокона) некоторое время продолжает держаться на брюшке самки.